# Fryderyk Wilhelm (książę Meklemburgii)
Fryderyk Wilhelm (I) (ur. 28 marca 1675 r. w Grabow, zm. 31 lipca 1713 r. w Moguncji) – książę Meklemburgii-Schwerin od 1692 r., od 1695 r. książę całej Meklemburgii, po podziale w 1701 r. książę Meklemburgii-Schwerin.
Był najstarszym synem księcia Meklemburgii-Grabow Fryderyka I (jednego z synów księcia Meklemburgii-Schwerin Adolfa Fryderyka I) i Krystyny Wilhelminy (córki księcia Hesji-Homburg Wilhelma Krzysztofa). W 1692 r. objął tron w Meklemburgii-Schwerin po śmierci stryja, Chrystiana Ludwika I – stryj zmarł bezpotomnie, nie żył też już żaden z innych starszych braci Fryderyka I (wszyscy także zmarli bezpotomnie). Żył jednak najmłodszy brat ojca (ostatni z synów Adolfa Fryderyka I), Adolf Fryderyk II, który zgłosił swoje roszczenia do części księstwa. W 1695 r. zmarł bezpotomnie ostatni książę Meklemburgii-Güstrow Gustaw Adolf i Adolf Fryderyk II zagarnął jego włości. Spór oddano pod rozstrzygnięcie cesarza, który ustanowił tymczasowe władze w tym księstwie. Cesarski sąd w 1697 uznał prawa Fryderyka Wilhelma. Jego stryj nie zrezygnował, uznał wyrok za bezprawny i zmusił Fryderyka Wilhelma do opuszczenia Güstrow.
Ostatecznie w 1701 r., po obradach powołanej przez cesarza komisji rozjemczej, doszło do układu w Hamburgu i podziału księstwa Meklemburgii: dla Adolfa Fryderyka wydzielono niewielkie księstwo Meklemburgii-Strelitz, natomiast Fryderyk Wilhelm pozostał księciem Meklemburgii-Schwerin, które obejmowało także pozostałą część dawnego księstwa Meklemburgii-Güstrow. Jednak już w 1702 r. spory między krewnymi wybuchły na nowo. W ich efekcie Fryderyk Wilhelm w 1708 r. zawarł sojusz z królem w Prusach Fryderykiem I – uznał przy tym brandenburskie prawa do dziedziczenia Meklemburgii, a żoną króla pruskiego została siostra Fryderyka Wilhelma, Zofia. Spory trwały jednak nadal, przerywane tylko starciami szwedzko-duńskimi na terenie Meklemburgii podczas III wojny północnej w 1711 i 1712 r.
Żoną Fryderyka Wilhelma była od 1704 r. Zofia Szarlotta (1678–1749), córka landgrafa Hesji-Kassel Karola I. Nie mieli dzieci, następcą Fryderyka Wilhelma jako księcia Meklemburgii-Schwerin został jego młodszy brat Karol Leopold.